# Tangara sayaca
Thraupis sayaca
Espèce
Statut de conservation UICN

 LC  : Préoccupation mineure
Le Tangara sayaca (Thraupis sayaca) est une espèce de passereau appartenant à la famille des Thraupidae. Il est endémique du continent américain.

## Répartition
Il s'agit d'un oiseau commun vivant dans le nord, le centre et le sud-est du Brésil, en Bolivie, Paraguay, Uruguay et au nord-est de l'Argentine. Il habiterait aussi au sud-est du Pérou, mais son statut n'est pas clair, en partie en raison du risque de confusion avec le Tangara évêque juvénile.

## Habitat
Il habite un large éventail d'habitats ouverts à semi-ouverts mais évite généralement l'intérieur de la forêt dense (comme l'Amazonie).Il parcourt les zones agricoles à la recherche de vergers et s'adapte facilement à l'environnement urbain, tant qu'il y a un certain nombre d'arbres offrant suffisamment de fruits. Il se nourrit aussi de fleurs, de bourgeons et d'insectes  et ce mode de vie omnivore l'a peut-être aidé à devenir le plus - ou au moins l'un des plus - oiseaux communs du sud-est du Brésil, avec le Merle à ventre roux.

## Sous-espèces
D'après Alan P. Peterson, l'espèce est composée de trois sous-espèces :
- Thraupis sayaca boliviana  Bond & Meyer de Schauensee, 1941
- Thraupis sayaca obscura  Naumburg, 1924
- Thraupis sayaca sayaca  (Linnaeus, 1766)